# Isabella van Castilië (1283-1328)
Isabella van Castilië (Toro, circa 1283 - 24 juli 1328) was van 1291 tot 1295 koningin-gemalin van Aragón en van 1312 tot aan haar dood hertogin-gemalin van Bretagne. Ze behoorde tot het huis Ivrea.

## Levensloop
Isabella was de oudste dochter van koning Sancho IV van Castilië en diens echtgenote Maria van Molina. Op 1 december 1291 huwde zij in de stad Soria met koning Jacobus II van Aragón. De bruid was slechts acht jaar oud en de bruidegom vierentwintig. Het huwelijk werd nooit geconsummeerd.
In april 1295 stierf koning Sancho IV van Castilië. Hiervan maakte Jacobus II gebruik om van alliantie te wisselen om zo van de onrust in Castilië te profiteren. Hij liet zich scheiden van Isabella en hertrouwde met Blanca van Anjou, dochter van koning Karel II van Napels.
Isabella bleef daarna lange tijd ongehuwd. In 1310 hertrouwde ze uiteindelijk in de stad Burgos met Jan III van Bretagne, die in 1312 zijn vader opvolgde als hertog van Bretagne. Het huwelijk bleef kinderloos.
In 1328 stierf ze, waarna Isabella in Priere werd begraven.  